# Fraser Lake (Nautley River)
Fraser Lake ist ein See im nördlich-zentralen Teil der kanadischen Provinz British Columbia.

## Lage
Der Fraser Lake gehört zu den „Nechako-Seen“. Er liegt auf einer Höhe von etwa 666 m auf dem Nechako-Plateau. Er bedeckt eine Fläche von 55 km². Die Ost-West-Längsausdehnung beträgt 19 km. Hauptzuflüsse sind Stellako River im Südwesten sowie der Ormond Creek im Norden. Der Nautley River bildet den Abfluss am östlichen Seeufer zum nahe gelegenen Nechako River. Dort befindet sich das Indianerreservat Nautley (Fort Fraser) 1 der Nadleh Whut'en First Nation. Im See befindet sich die kleine Insel Ellis Island. Sie befindet sich im Schutzgebiet Ellis Island Ecological Reserve. Am Südostufer liegt der Beaumont Provincial Park. Der Yellowhead Highway (BC Highway 16) verläuft unweit des südlichen Seeufers. Sie passiert die Gemeinde Fraser Lake am westlichen Südufer. Namensgeber des Sees und des gleichnamigen Uferortes ist Simon Fraser. 

## Seefauna
Im See kommen u. a. folgende Fischarten vor: Quappe, Saiblinge, Regenbogenforelle und Rotlachs. Der See und die Sumpfgebiete am Seeufer bilden den Lebensraum für verschiedene Vögel wie Rotflügelstärling, Kanadagänse, Seetaucher und Laubsänger.